# Beaufort-en-Vallée
Beaufort-en-Vallée é uma ex-comuna francesa na região administrativa da Pays de la Loire, no departamento de Maine-et-Loire. Estendeu-se por uma área de 35,66 km². Em 2010 a comuna tinha 7 365 habitantes (densidade: 206,5 hab./km²).
Em 1 de janeiro de 2016 foi fundida com a comuna de Gée para a criação da nova comuna de Beaufort-en-Anjou.